# Nevermind
Nevermind (deutsch: Schon gut / Vergiss es / Was soll’s) ist das zweite Studioalbum der US-amerikanischen Rockband Nirvana. Es erschien am 24. September 1991 über die Labels Geffen Records und Sub Pop. Es wurde weltweit rund 30 Millionen Mal verkauft und gehört damit zu den meistverkauften Musikalben aller Zeiten.

## Produktion
Ursprünglich standen David Briggs, der zahlreiche Alben von Neil Young produziert hatte, oder Don Dixon, wegen seiner produktionstechnischen Arbeit für R.E.M. und The Smithereens, zur Debatte, das Album Nevermind am Mischpult zu betreuen. Schließlich entschieden sich die Bandmitglieder jedoch für Butch Vig als Produzent. Das erste, was Produzent Butch Vig von der Band in den Händen hielt, war ein Mitschnitt des Songs Smells Like Teen Spirit. „Ich konnte darauf nichts hören. Nur Lärm unterbrochen von einem 'Hello, Hello“, so Vig. Daher hörte er den Song das erste Mal live bei den Reproduktionsprozessen im Vorfeld der Aufnahmen: „Der Song haute mich vom Hocker.“ Cobain, der sonst laut Vig kaum die Geduld aufbrachte, Dinge zu wiederholen, arbeitete an diesem Song besonders intensiv.

## Stil
Der Songwriter Cobain verband zwei Gegensätzlichkeiten: die unbändige Wut des Punks einerseits, die verwundbare Sensibilität des Pops andererseits. Produzent Butch Vig gelang es, dieses Talent einzufangen und festzuhalten. Der typische Nirvana-Sound ist rau, organisch und durch zahlreiche Rückkopplungen teilweise sperrig. Butch Vig verfeinerte diesen Sound jedoch zu einem radiotauglichen und fein geschliffenen Album, welches ein breites Publikumsspektrum ansprach, wenngleich dazu die Lärmflächen etwas in den Hintergrund traten.

## Cover
Das Cover zeigt den vier Monate alten Spencer Elden (* 7. Februar 1991), der nackt auf einen Angelhaken zuzuschwimmen scheint, an dem ein Dollarschein hängt. Die Plattenfirma Geffen ließ noch ein alternatives Cover anfertigen – aus Angst, der gut sichtbare Penis des Babys könnte zu Unmut in der Öffentlichkeit führen. Cobain bot einen mit seinen Werten vereinbaren Kompromiss an. Demnach hätte Geffen einen verdeckenden Aufkleber anbringen dürfen. Auf dem hätte jedoch eine Botschaft stehen müssen, die jene der Pädophilie bezichtigte, die an dem Foto Anstoß nehmen. Die Plattenfirma entschied sich letzten Endes für eine unzensierte Veröffentlichung. Das nicht verwendete Bild ist im Buch Come as You Are von Michael Azerrad abgedruckt.
Nirvana wollte ursprünglich ein Foto aus dem Bestand eines Fotoarchivs verwenden, verwarf dies jedoch aus Kostengründen und betraute den Fotografen Kirk Weddle mit der Aufgabe. Weddles Freunde Renata und Rick Elden erlaubten, dass ihr Sohn Spencer für etwa 200 US-Dollar fotografiert werden dürfe. Der Angelhaken samt Leine sowie die Dollarnote wurden erst nachträglich ins Bild eingefügt. Nachdem Kurt Cobain und Courtney Love das Foto gesehen hatten, willigten sie ein, mit Spencer Elden essen zu gehen, wenn dieser alt genug dafür sei.
Weird Al Yankovic parodierte 1992 das Nevermind-Cover auf dem Cover seines Albums Off the Deep End. Es zeigt Yankovic anstelle des Babys und einen Donut anstelle des Dollarscheins. Das Album enthält auch eine Parodie des Liedes Smells Like Teen Spirit namens Smells Like Nirvana. Es gibt auch eine Parodie mit Bart Simpson, der nackt auf einen Angelhaken mit einem Krusty-Dollar zuschwimmt.
2001 ließ sich Elden noch einmal für das gleiche Motiv fotografieren; Anlass war ein Artikel des Rolling Stone zum Erscheinen Neverminds zehn Jahre zuvor. Elden ist außerdem auf dem Cover des 2003 erschienenen cEvin-Key-Albums The Dragon Experience zu sehen.
Das innere Booklet zeigt ein Bild von Cobain, auf einem Affen, der mit großen Augen in die Kamera schaut und dem eine Zeitbombe auf den Rücken geschnallt ist.
Im August 2021 reichte Spencer Elden in Los Angeles Klage gegen die Band-Mitglieder, verschiedene Plattenfirmen, Grafiker und weitere Personen u. a. wegen Verstoßes gegen Bundesgesetze zur Kinderpornografie ein. Er behauptet, er fühle sich durch die jahrzehntelange Verwendung des Bildes ausgebeutet. Kritisiert wurde er dafür, dass er das Cover mehrmals als Teenager und als Erwachsener selbst nachgestellt hatte. Im Interview mit der Times erwog Dave Grohl, dass das Album in Zukunft daher mit einem anderen Cover veröffentlicht werden könne, er habe diesbezüglich schon einige Ideen. Da Elden am 30. Dezember 2021 die Frist verstreichen ließ, zu den Einlassungen der Beklagten Stellung zu nehmen, wurde die Anklage aus formellen Gründen vom U. S. District Court Central California zunächst abgewiesen. Ein Bundesberufungsgericht entschied jedoch, dass jede neue Veröffentlichung des Bildes eine neue Verletzung bedeuten kann, und verwies den Fall zur niedrigeren Instanz zurück.

## Titelliste

Gitarrenfigur aus Nirvanas Titel Come as You Are (1991, Nevermind)

Bis auf die gekennzeichneten Ausnahmen stammen alle Songs aus der Feder von Kurt Cobain.
Seite 1
1. Smells Like Teen Spirit (Cobain, Krist Novoselic, Dave Grohl) – 5:02
2. In Bloom – 4:15
3. Come as You Are – 3:39
4. Breed – 3:04
5. Lithium – 4:17
6. Polly – 2:56

Seite 2
1. Territorial Pissings (Cobain, Chet Powers) – 2:23
2. Drain You – 3:45
3. Lounge Act – 2:37
4. Stay Away – 3:33
5. On a Plain – 3:17
6. Something in the Way – 3:51
7. Endless, Nameless (Cobain, Novoselic, Grohl) – 7:24

Der Hidden Track Endless, Nameless folgt nach Something in the Way ab 13:52.
Alle Songs außer Polly wurden im Mai 1991 in den Sound City Studios in Van Nuys, Kalifornien aufgenommen. Polly wurde bereits im April 1990 in den Smart Studios in Madison, Wisconsin aufgenommen und überarbeitet.

## Anmerkungen zu einzelnen Titeln

Melodie und Akkorde aus Nirvanas Titel In Bloom

Gitarrenfiguren aus Nirvanas Titel Lithium